# Dubinné
Dubinné je obec na Slovensku v okrese Bardejov. Žije zde 339 obyvatel, první písemná zmínka pochází z roku 1327. Nachází se zde nejstarší dub na Slovensku a římskokatolický kostel Mena Panny Márie z roku 1863.